# Mona Prince

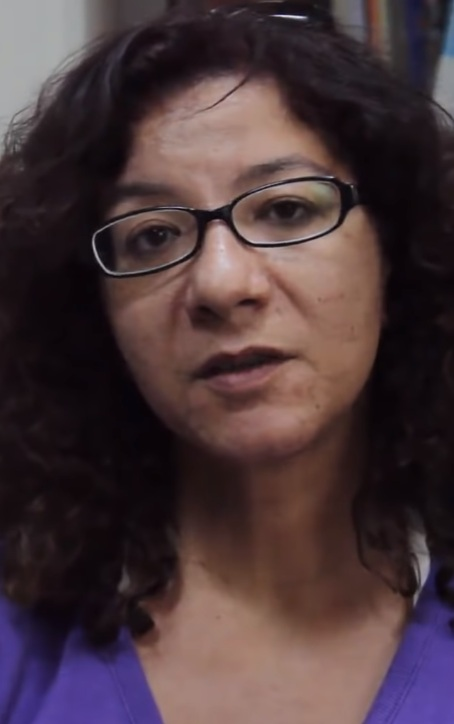
Mona Prince, 2013

Mona Prince (geboren 1970 in Kairo) ist eine ägyptische Literaturwissenschaftlerin, Schriftstellerin, ehemalige Universitätsprofessorin und ehemalige Kandidatin für das Amt der Präsidentschaft Ägyptens. Bekannt wurde sie durch die international medial thematisierte Bauchtanz-Affäre.

## Studium und wissenschaftliche Karriere
2004 erwarb Prince ihren Doktortitel in englischer Literatur an der Ain-Schams-Universität in Kairo. Zunächst lehrte sie an der Universität Kairo, später an der Sueskanal-Universität als Professorin für englische Literatur.

## Die „Bauchtanz-Affäre“

### Die Affäre
Am 4. April 2017 löste Prince eine große Kontroverse im Internet aus, nachdem sie auf Facebook ein Video von sich auf ihrem Dachgarten veröffentlicht hatte, in dem sie zum Rhythmus des Liedes „Leh Bedari Keda“ der ägyptischen Künstlerin Ruby tanzte, deren Musik- und Tanzvideos von einigen Ägyptern als provokativ angesehen werden. Bald darauf veröffentlichte ein Journalist Bilder, die Prince beim Alkoholkonsum und nur mit einem Bikini bekleidet zeigten, zusammen mit einem weiteren Bauchtanzvideo.
Daraufhin leitete die Universität eine Untersuchung ein, da Prince gegen den Verhaltenskodex der ägyptischen Universitäten verstoßen habe. Zuvor hatte Prince auf dem sozialen Netzwerk Facebook ein Video geteilt, in dem sie, mit einem langen Kleid bekleidet, einen Bauchtanz aufführte. Das Video ging viral und löste eine Welle der Empörung aus. Studenten beschwerten sich und verurteilten ihr Verhalten als „schändlich“, vor allem da Prince als Dozentin eine Vorbildfunktion habe. Artikel 94 des Verhaltenskodex der ägyptischen Universitäten legt fest, dass Professoren bestimmte Regeln und Moralvorstellungen zu befolgen und sich vor Verhalten zu hüten haben, das den Ruf einer Universität schädigen könnte.
Prince wehrte sich öffentlich gegen die Vorwürfe und trat unter anderem in einer Talkshow auf, in der sie erklärte, dass ihre persönliche private Entscheidungsfreiheit über ihr Verhalten von ihrer Funktion als Universitätsprofessorin klar zu trennen sei. Der Universitätsdekan erklärte hingegen, dass das Video nicht unter ihre persönlichen Freiheiten falle, da es unter den Studenten Empörung ausgelöst habe und das Bild der Professorin „beschmutzt“ habe.
Prince blieb trotzig und veröffentlichte ein weiteres Tanzvideo und erklärte: „Ich werde niemals aufhören zu lachen, zu tanzen, zu singen und zu schreiben.“ Außerdem kündigte sie an alle rechtlichen Schritte gegen die Universitätsverwaltung zu unternehmen.
Im August 2017 wurde Prince in ihrer Funktion als Universitätsprofessorin suspendiert und sah sich weiteren Vorwürfen gegenüber, darunter Gotteslästerung, das Sprechen mit Studenten über religiöse Überzeugungen und das Veröffentlichen von Videos in sozialen Medien, die Professoren der Fakultät für Künste und der Universität beleidigt haben. Ihr Unterricht von Paradise Lost wurde von der Universität als „Verherrlichung Satans“ angesehen. Prince kommentierte auf dem sozialen Netzwerk Facebook: „Ist Bauchtanz gesetzlich strafbar? Ist das Tragen eines Bikinis gesetzlich strafbar? Ist es nicht erlaubt, einen Bikini zu tragen und ein Video beim Tanzen zu machen? Sind Debatten im Hörsaal ein Verbrechen? Seid ihr verrückt geworden oder was?“
Im Mai 2018 wurde Prince entlassen und klagte daraufhin vor Gericht. Am 13. September 2022 wies das Oberste Verwaltungsgericht Ägyptens die Berufung von Prince ab, womit sie endgültig entlassen wurde.

### Hintergründe
Der Fall Mona Prince ist nicht der einzige vergleichbare Fall, so wurde etwa die Lehrerin Aya Youssef entlassen, weil sie während einer Nilkreuzfahrt getanzt hatte, ohne zu wissen, dass sie gefilmt wurde. Aufgrund von viel Zuspruch überdachten die Bildungsbehörden jedoch ihre Ansicht und versetzen Youssef an eine neue Schule. Das ägyptische Medium El-Shai kritisierte derartige Fälle scharf, und fragte, welchen Schaden tanzende Frauen in der Gesellschaft anrichteten, wo doch andere weit problematische Dinge der ägyptische Gesellschaft schaden, wie sexuelle Belästigung, Frauenfeindlichkeit und der hohe Pornografie-Konsum.
Politisch-journalistische Beobachter sehen in dem Fall Mona Prince sowie den Zensur- und Strafmaßnahmen gegen Bauchtänzerinnen einen Versuch des autokratisch-diktatorischen Militärregimes unter Präsident Abd al-Fattah as-Sisi den religiös-konservativen Teil der Gesellschaft zu befriedigen und gleichzeitig liberale Stimmen, die dem Regime gefährlich werden könnten, zu unterdrücken.

## Kandidatur für das Amt der Präsidentschaft Ägyptens 2018
im Mai 2017, zeitgleich zur Bauchtanz-Affäre, kündigte Prince an für das Amt der Präsidentschaft Ägyptens im Jahr 2018 kandidieren zu wollen. Dabei erklärte sie: „Ich träume davon, dass Ägypten ein moderner und säkularer Staat für alle Ägypter wird und aufhört, ein Entwicklungsland zu sein. Ich träume davon, dass wir aufhören, wie die USA oder Saudi-Arabien zu sein. Ägypten wird ägyptisch sein, und wir werden unsere ägyptische Zivilisation und Kultur wiederherstellen.“
Bereits 2012 hatte Prince ihre Absicht verkündet, bei den damaligen Präsidentschaftswahlen kandidieren zu wollen, letztlich aber keinen Antrag auf Zulassung gestellt.
In den ägyptischen Medien wurde Prince – gerade vor dem Hintergrund der Bauchtanz-Affäre daraufhin heftig kritisiert. Unter anderem wurde sie als ungeeignet für das Amt angesehen, da sie eine „Tänzerin“ sei. Ein anderer Kommentator äußerte Prince brauche eine psychologische Therapie angesichts ihrer Absicht zu kandidieren.
Letztlich scheiterte Prince mit ihrer Kandidatur, da es ihr nicht gelang, die erforderliche Zahl an benötigten Stimmen zu erlangen, um als Kandidatin zugelassen zu werden.